# Louis de France (1707-1712)
Pour les articles homonymes, voir Louis de France.
 (novembre 2012).
Si vous disposez d'ouvrages ou d'articles de référence ou si vous connaissez des sites web de qualité traitant du thème abordé ici, merci de compléter l'article en donnant les références utiles à sa vérifiabilité et en les liant à la section « Notes et références ».
Titre
Dauphin de France
18 février – 8 mars 1712
(19 jours)
Louis de France, né le 8 janvier 1707 au château de Versailles et mort le 8 mars 1712 dans le même château, est le second fils de Louis de France, duc de Bourgogne puis dauphin de France, et de Marie-Adélaïde de Savoie (1685-1712).

## Biographie

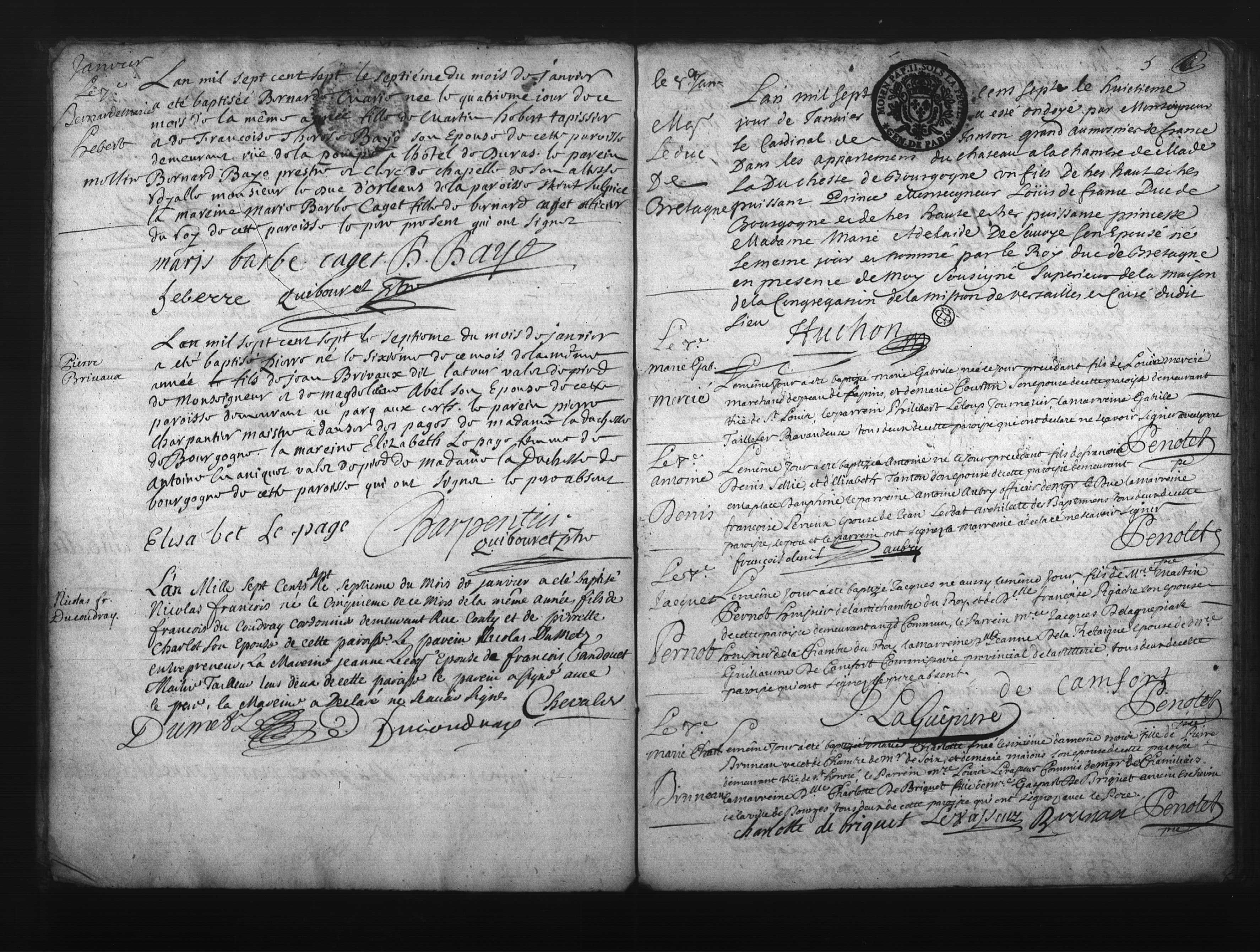
Acte de naissance 1707.

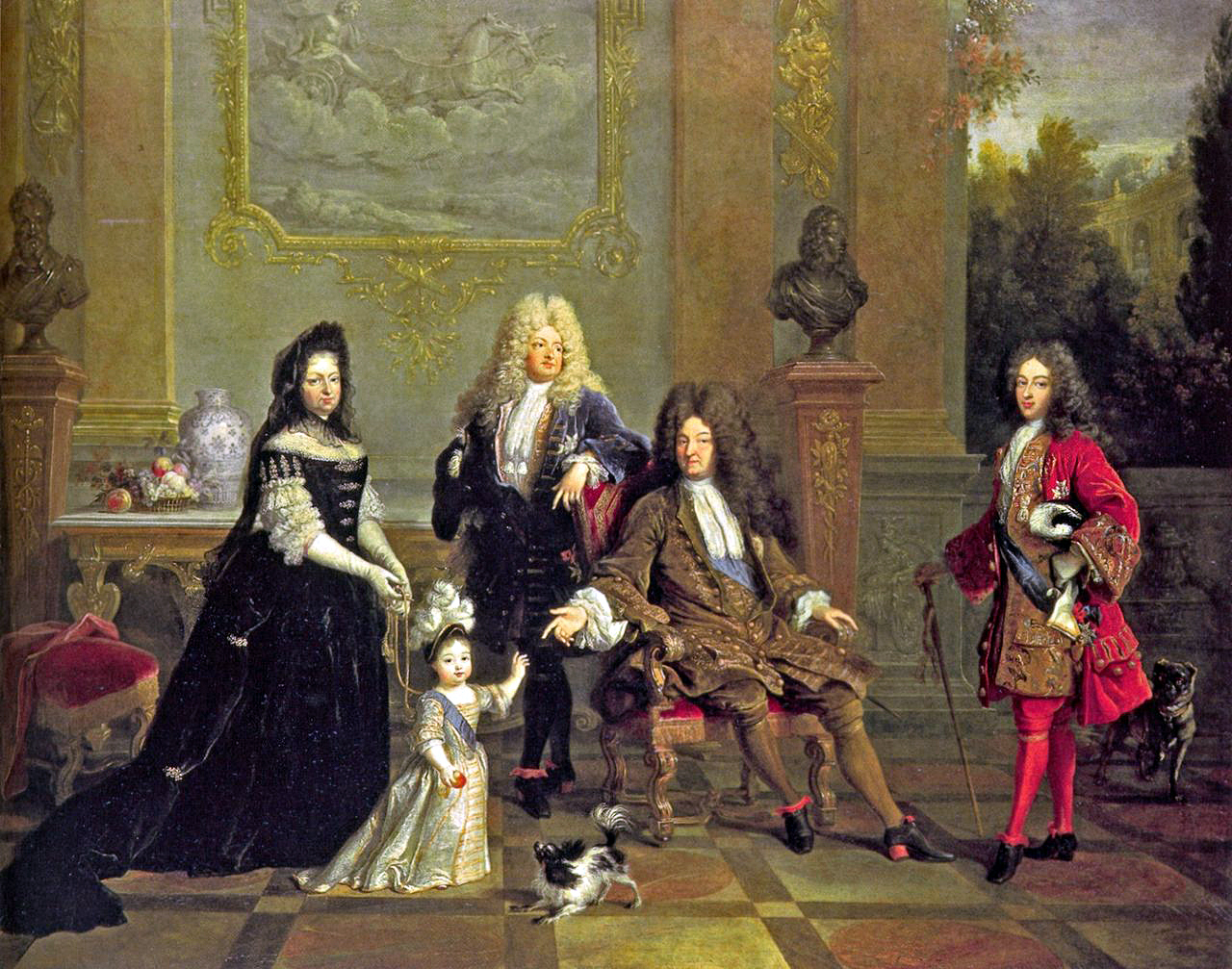
Le roi et ses successeurs (Nicolas de Largilliere,1709).

Arrière-petit-fils de Louis XIV, il est titré duc de Bretagne à sa naissance et a pour armes un écartelé de France et de Bretagne.
Sa naissance ne fut marquée par aucune célébration fastueuse. Le trésor royal était presque vide.

Une lettre écrite par sa jeune mère lorsqu'il avait deux mois montre clairement que, à une époque où le taux de mortalité infantile était très élevé, même l'amour devait être contenu :

« Je ne serais pas surprise si, dans quelques mois, il devenait joli. Je ne sais pas si c'est parce que je commence à devenir aveugle à son sujet et à me tromper d'espoir. Mais je crois que je ne serai jamais aveugle envers mes enfants, et que l'amour que j'ai pour eux me fera voir leurs défauts et m'efforcera de les corriger à temps.
Je vais très rarement voir mon fils, pour ne pas m'attacher trop à lui ; et aussi pour mieux observer ses changements. Il est encore trop jeune pour jouer, et tant que je sais qu'il est en bonne santé, je suis satisfaite. »

Il a pour première gouvernante Louise de Prie, de sa naissance à 1709. Elle est un temps remplacée par sa fille, Marie de La Ferté-Senneterre, durant un an, de 1709 à 1710, qui est elle-aussi remplacée. Il reçoit pour gouvernante la duchesse de Ventadour, sœur de la duchesse de La Ferté-Senneterre et fille de Louise de Prie.

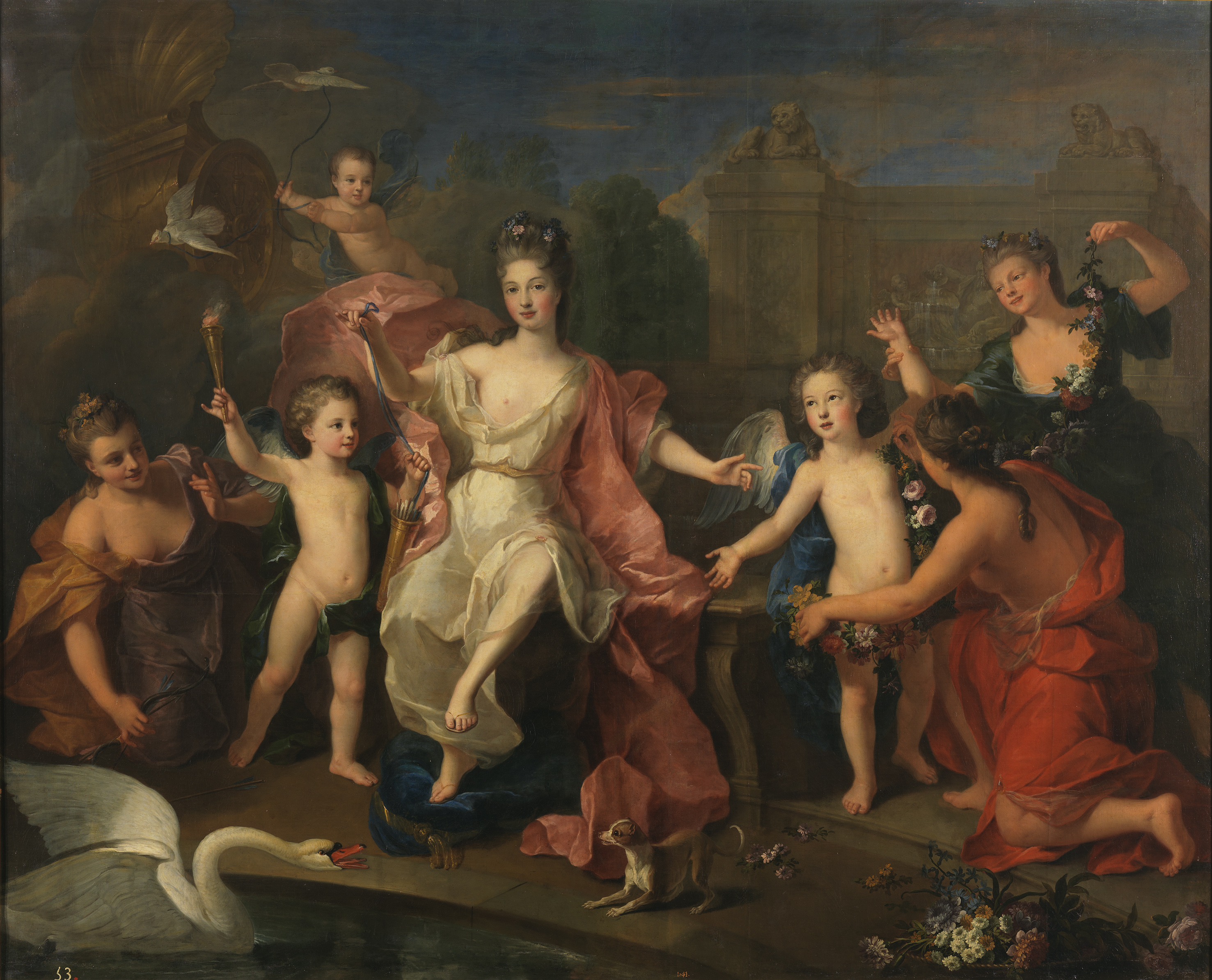
Marie-Adélaïde de Savoie avec ses deux fils, le duc de Bretagne et le duc d'Anjou par Pierre Gobert vers 1712

À la fin de son règne, la succession de Louis XIV semble assurée : un fils, Louis dit le Grand Dauphin, trois petits-fils : Louis (duc de Bourgogne), Philippe (alors devenu roi d'Espagne) et Charles (duc de Berry), ainsi que plusieurs arrière-petits-fils : le duc de Bretagne et le duc d'Anjou (futur Louis XV), et le duc d'Alençon (mort en 1713, à moins d'un an), fils du duc de Berry. Cependant, au début des années 1710, les drames commencent à toucher toute cette succession.

Tout d'abord en 1711, c'est son fils aîné Le Grand Dauphin qui meurt à Meudon de la variole. Puis en 1712, une épidémie de rougeole touche la famille du duc de Bourgogne, alors nouveau dauphin (surnommé le Petit Dauphin). La nouvelle dauphine Marie-Adélaïde est souffrante et elle finira par succomber à la rougeole le 12 février. Son époux, qui a refusé de la quitter durant sa maladie, contracte lui aussi le mal, et en meurt le 18 février. Les deux enfants du couple sont aussi touchés. La duchesse de Ventadour, gouvernante des enfants ne peut empêcher les médecins de saigner le nouveau dauphin à grande joie, ce qui sera (en partie) la cause de la mort de l'enfant de 5 ans, en plus de la maladie en elle-même. Elle arrive cependant à les en empêcher et sauver le cadet, Louis, alors duc d'Anjou, qui lui succède comme Dauphin de France. C'est ensuite le dernier arrière-petit-fils de Louis XIV, le duc d'Alençon, qui meurt, à peine né, en 1713. Il est suivi par son père, Charles, duc de Berry, qui meurt d'une chute de cheval en 1714. Ces décès forcent Louis XIV à déclarer le duc du Maine et le comte de Toulouse, ses fils légitimés, successeurs potentiels au trône, en 1714.

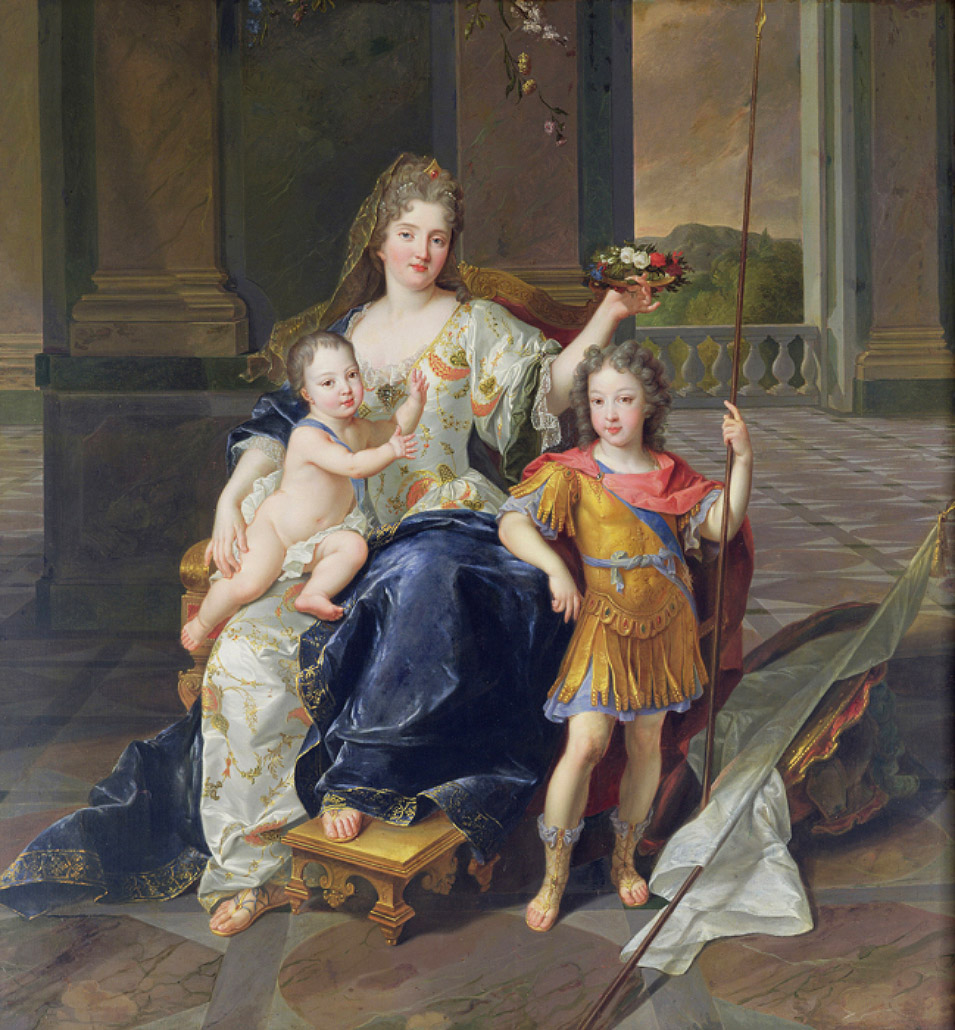
Le duc de Bretagne avec le duc d'Anjou et leur gouvernante, la duchesse de La Ferté-Sanneterre, par François de Troy vers 1711.

La rougeole fut diagnostiquée chez la Dauphine par Boudin, le médecin du Dauphin, mais il semble que ce soit une maladie épidémique plus sérieuse qui ait emporté les parents et le fils.

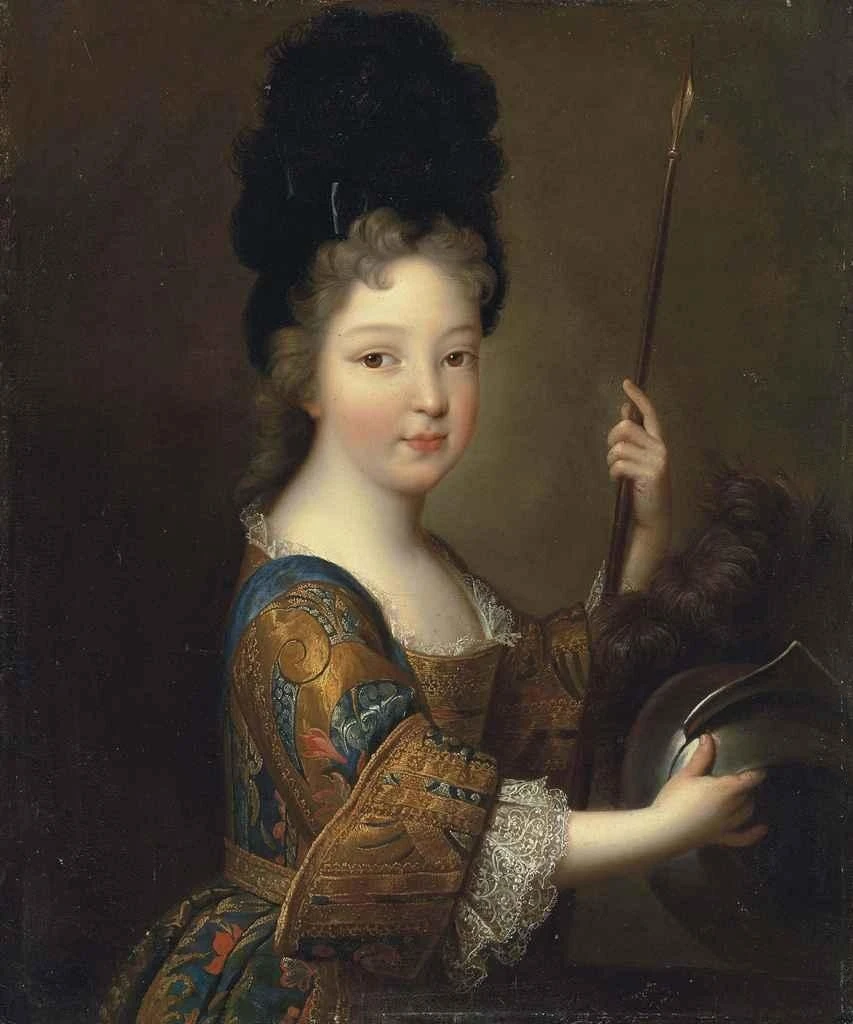
Le duc de Bretagne par Alexis Simon Belle.

Des rumeurs d'empoisonnement coururent également, accusant Philippe d'Orléans, sans doute lancées par Madame de Maintenon et les enfants légitimés de Madame de Montespan qu'elle avait élevés.
Ces rumeurs ne tenaient pas, car au moment des décès, il restait le duc de Berry et Philippe V d'Espagne, mieux placés que Philippe d'Orléans dans l'ordre de succession au trône, car tous deux descendants directs de Louis XIV.
Ses contemporains diront de Louis de France qu'il était très précoce, en avance sur les enfants de son âge, qu'il était doté d'une grande aisance en public et qu'il s'agissait d'un garçon grand et fort.

## Titulature
- 8 janvier 1707 - 18 février 1712 : Son Altesse Royale le duc de Bretagne (naissance) ;
- 18 février - 8 mars 1712 : Son Altesse Royale le dauphin.